# Tove Adman
Ann-Christin Tove Adman, född 6 januari 1956 i Roma församling på Gotland, är en svensk formgivare och konsthantverkare. 
Tove Adman arbeten befinner sig i gränslandet mellan konst och formgivning som exempelvis hennes snapsglas i gummi, lampor gjorda av taggtråd och små golvlampor gjutna i betong, som ser ut som råttor.
Hon bor i Östergarn på Gotland, där hon har förvandlat en gammal bensinmack till bostad med smörjhallen som verkstad. Hon är en av konstnärerna som driver Nationalgalleriet i Stockholm.

## Offentliga verk i urval
- Dopfunt för långsinta, betong, 1994, Almedalsbiblioteket i Visby